# Теорема Ґріна — Тао
Теорема Ґріна — Тао — теоретико-числове твердження, яке 2004 року довели Бен Ґрін і Теренс Тао, згідно з яким послідовність простих чисел містить арифметичні прогресії довільної довжини. Іншими словами, існують арифметичні прогресії простих чисел, що складаються з k членів, де k може бути будь-яким натуральним числом. Доведення полягає в розширенні теореми Семереді.

## Формулювання
Хоча теорема відома лише доведенням самого факту наявності як завгодно довгих прогресій у множині простих чисел, проте є значні посилення цього твердження: по-перше, твердження залишається істинним для довільної множини простих чисел додатної щільності (відносно множини всіх простих чисел); по-друге, є окремі верхні оцінки того, наскільки великими можуть бути елементи найменшої прогресії у множині.

Далі у формулюваннях {\displaystyle \mathbb {P} } означає множину простих чисел. Запис {\displaystyle \log _{[k]}x} означає {\displaystyle \log \log \dots \log x}, де логарифм береться {\displaystyle k} разів.
| Теорема Ґріна — Тао Нехай {\displaystyle A} — множина простих чисел, і її щільність відносно простих {\displaystyle \delta _{\mathbb {P} }(A)=\lim \sup _{N\to \infty }{\frac {\|A\cap \{1,\dots ,N\}\|}{\|\mathbb {P} \cap \{1,\dots ,N\}\|}}} строго додатна. Тоді для довільного {\displaystyle k\geqslant 2} множина {\displaystyle A} містить арифметичну прогресію довжини {\displaystyle k}. |

У своїй окремій ранішій праці Ґрін довів результат, що стосується функції розподілу множини {\displaystyle A}, але тільки для окремого випадку тричленної прогресії.
| Існує стала {\displaystyle c} така, що якщо для множини простих чисел {\displaystyle A\subset \{1,\dots ,N\}} виконано {\displaystyle \|A\|>c{\frac {N{\sqrt {\log _{[5]}N}}}{\log {N}{\sqrt {\log _{[4]}N}}}}}, то вона містить тричленну арифметичну прогресію. |

Оскільки необхідна функція асимптотично менша від кількості простих чисел на відрізку {\displaystyle [1,n]}, то теорема залишається істинною для нескінченних множин додатної щільності, коли {\displaystyle |A\cap \{1,\dots ,N\}|>\delta {\frac {N}{\log N}}}, {\displaystyle \delta >0}. Таким чином, можна переформулювати останню теорему для фіксованої щільності.
| Існує стала {\displaystyle c} така, що для довільної множини простих чисел {\displaystyle A\subset \{1,\dots ,N\}} та її щільності {\displaystyle \delta ={\frac {\|A\cap \{1,\dots ,N\}\|}{\|\mathbb {P} \cap \{1,\dots ,N\}\|}}} виконуватиметься наслідок: якщо {\displaystyle N\geqslant e^{e^{e^{\left(\left(c/\delta ^{2}\right)^{c/\delta ^{2}}\right)}}}}, то {\displaystyle A} містить тричленну арифметичну прогресію. |

## Найдовші послідовності
- 18 січня 2007 року Ярослав Вроблевський знайшов перший випадок арифметичної прогресії з 24 простих чисел[4]:
{\displaystyle 468395662504823+205619\cdot 223092870\cdot n}, від n = 0 до 23.

Тут і далі стала {\displaystyle 223092870=23\#} — це добуток усіх простих чисел, не більших 23 (прайморіал).
- 17 травня 2008 року Вроблевський та Раанан Чермоні знайшли послідовність із 25 простих чисел:
{\displaystyle 6171054912832631+366384\cdot 23\#\cdot n}, від n = 0 до 24.
- 12 квітня 2010 року Бенуа Перішон, користуючись програмою Вроблевського та Джефа Рейнолдса в проєкті розподілених обчислень PrimeGrid, знайшов арифметичну прогресію з 26 простих чисел:
{\displaystyle 43142746595714191+23681770\cdot 23\#\cdot n}, від n = 0 до 25 (послідовність A204189 з Онлайн енциклопедії послідовностей цілих чисел, OEIS).
- 23 вересня 2019 року Роб Гаан, учасник проєкту PrimeGrid, знайшов арифметичну прогресію з 27 простих чисел:
{\displaystyle 224584605939537911+81292139\cdot 23\#\cdot n}, від n = 0 до 26 (послідовність A327760 з Онлайн енциклопедії послідовностей цілих чисел, OEIS).

## Варіації та узагальнення
2006 року Тао і Тамар Ціґлер узагальнили результат до поліноміальних прогресій. Точніше, для будь-яких даних многочленів із цілими коефіцієнтами P1, …, Pk однієї змінної m із нульовим сталим членом є нескінченно багато цілих x, m таких, що x + P1(m), …, x + Pk(m) — прості числа. Особливий випадок, коли поліноми — це m, 2m, …, km, тягне за собою попередній результат (існують арифметичні прогресії простих чисел довжини k).